# Umarali Kuvatov
Umarali Kuvvatov (tádžicky Умаралӣ Қувватов, rusky Умарали Изатович Кувватов; 21. listopadu 1968, Dušanbe – 6. března 2015, Istanbul) byl tádžický podnikatel a vůdce největší opoziční skupiny v Tádžikistánu.

## Životopis
Narodil se v rodině invalidy Druhé světové války. Brzy přišel o rodiče a musel od malička sám protloukat. Rostl v dětském domově. Své vzdělání získal na Tádžické národní univerzitě, kde studoval na ekonomické fakultě. Od roku 2001 přitom 10 let spolupracoval se zetěm prezidenta Emómalího Rahmóna. Po vzájemné rozmíšce s příbuzným prezidenta opustil Tádžikistán, vytvořil opoziční hnutí „Skupina 24“ (v roce 2012) a stal se čelným představitelem opozice v zemi. Začátkem října 2014 vyzval obyvatele hlavního města Dušanbe, aby vyšli do ulic a protestovali proti dlouho vládnoucímu prezidentovi Emomali Rahmonovi. Od této doby začala tádžická vláda aktivně proti „Skupině 24“ vystupovat, zaměřila se na eliminaci této skupiny a znemožnila přístup k velkému množství oblíbených internetových stránek. Kuvatov byl zavražděn v noci z 5. na 6. března 2015 v jedné z ulic tureckého největšího města Istanbulu, kde pobýval od roku 2012. Neznámý útočník ho zabil jednou ranou do hlavy a z místa uprchl.